# Michael Steinbach
Michael Steinbach (Überlingen, 3 de septiembre de 1969) es un deportista alemán que compitió en remo. Participó en los Juegos Olímpicos de Barcelona 1992, obteniendo una medalla de oro en la prueba de cuatro scull.

## Palmarés internacional
| Juegos Olímpicos | Juegos Olímpicos   | Juegos Olímpicos | Juegos Olímpicos |
| Año              | Lugar              | Medalla          | Prueba           |
| ---------------- | ------------------ | ---------------- | ---------------- |
| 1992             | Barcelona (España) | Medalla de oro   | Cuatro scull     |